# Эйзенберг, Морис
Морис Эйзенберг (англ. Maurice Eisenberg — Айзенберг; 1900—1972) — американский виолончелист и педагог.

## Биография
Родился 24 февраля 1900 года в Кёнигсберге, в многодетной семье синагогального кантора из Польши. Затем с родителями переехал в США.
В детские годы Эйзенберг начал обучение игре на скрипке, затем — на виолончели (в Балтиморе в консерватории Пибоди). В 1918 году стал основным виолончелистом Нью-Йоркского филармонического оркестра под управлением Вальтера Дамроша. С 1921 года обучался у Ю. Кленгеля в Лейпциге, X. Беккера в Берлине, у Д. Алексаньяна и П. Касальса в Париже. В 1929 году Морис Эйзенберг поселился в Париже, где работал до 1939 года, когда Вторая мировая война вынудила его вернуться в США.
В 1922—1965 годах концертировал по многим странам. В 1945—1952 годах преподавал в Нью-Йоркском музыкальном колледже и Филадельфийской музыкальной академии, затем — в университете Южной Калифорнии в Лос-Анджелесе и в 1964—1972 годах — снова в Нью-Йорке, но в музыкальной школе.
Автор многократно переиздававшейся книги «Cello Playing of Today» (1957).
Умер 13 декабря 1972 года в Нью-Йорке.